# Cyperus sporobolus
Cyperus sporobolus är en halvgräsart som beskrevs av Robert Brown. Cyperus sporobolus ingår i släktet papyrusar, och familjen halvgräs. Inga underarter finns listade i Catalogue of Life.